# Daniel Ishara
Daniel Ishara Kinanira, né le 30 octobre 1997 à Goma,, est un coureur cycliste congolais.

## Biographie
Daniel Ishara est membre du Goma Cycling Club. Décrit comme un coureur complet, il fait partie des meilleurs cyclistes de son pays. Il s'entraîne régulièrement au Rwanda. 
En 2017, il termine dixième du Grand Prix Chantal Biya. Il représente également son pays aux Jeux de la Francophonie. L'année suivante, il participe à ses premiers championnats d'Afrique. Il se classe ensuite vingtième de la course en ligne des Jeux africains en 2019. 
En 2020, il intègre l'équipe continentale Benediction Ignite, qui évolue sous licence rwandaise. Lors de la saison 2021, il se distingue en devenant champion de République démocratique du Congo. Il finit par ailleurs dixième de la dernière étape du Tour du Cameroun. 

## Palmarès et résultats

### Palmarès par année
- 2021
  -  Champion de République démocratique du Congo sur route

### Classements mondiaux
| Année           | 2017 | 2018 | 2019 |
| --------------- | ---- | ---- | ---- |
| UCI Africa Tour | 238e |      | 164e |